# 鈴木恒夫 (藤沢市長)
鈴木 恒夫（すずき つねお、1950年（昭和25年）1月3日 - ）は、日本の政治家。神奈川県藤沢市長（4期）。元神奈川県議会議員（5期）、元藤沢市議会議員（4期）。

## 来歴
神奈川県藤沢市出身。藤沢市立大道小学校、藤沢市立藤ヶ岡中学校、神奈川県立平塚江南高等学校卒業。中学高校時代は陸上競技部に所属し、東京オリンピック聖火リレーの随走者を経験、110mハードルで県下1位になったという。1973年（昭和48年）3月に早稲田大学教育学部を卒業後、民間企業に就職。
1979年（昭和54年）4月の藤沢市議会議員選挙で初当選。以後市議を4期務める。1994年（平成6年）5月から1995年（平成7年）3月まで市議会議長。同年神奈川県議会議員選挙で初当選。以後県議を5期務める。県議時代は自由民主党に所属した。

### 2012年藤沢市長選挙
海老根靖典市政下の市政混乱を鎮静化させることを公約とし、県議を辞職し2012年（平成24年）2月12日に行われた藤沢市長選挙に無所属で出馬。現職の海老根、前市議の三野由美子ら2候補を破り初当選。2月26日、市長就任。選挙の結果は以下のとおり。
※当日有権者数：331,276人 最終投票率：35.08%（前回比：-1.17pts）
| 候補者名   | 年齢 | 所属党派 | 新旧別 | 得票数   | 得票率 | 推薦・支持 |
| ---------- | ---- | -------- | ------ | -------- | ------ | ---------- |
| 鈴木恒夫   | 62   | 無所属   | 新     | 51,876票 | 45.05% |            |
| 海老根靖典 | 56   | 無所属   | 現     | 40,944票 | 35.56% |            |
| 三野由美子 | 46   | 無所属   | 新     | 22,320票 | 19.39% |            |

### 2016年藤沢市長選挙
元県議・元藤沢市議の鈴木とも子ら2候補を破り再選。投票率は30％を切った。選挙の結果は以下のとおり。
※当日有権者数：339,296人 最終投票率：27.81%（前回比：-7.27pts）
| 候補者名   | 年齢 | 所属党派 | 新旧別 | 得票数       | 得票率 | 推薦・支持         |
| ---------- | ---- | -------- | ------ | ------------ | ------ | ------------------ |
| 鈴木恒夫   | 66   | 無所属   | 現     | 68,600.039票 | 73.53% |                    |
| 鈴木とも子 | 66   | 無所属   | 新     | 17,324.961票 | 18.57% | （推薦）日本共産党 |
| 田中重徳   | 49   | 無所属   | 新     | 7,366票      | 7.90%  |                    |

### 2020年藤沢市長選挙
元衆院議員の水戸将史ら2候補を破り3選。
※当日有権者数：356,549人 最終投票率：29.27%（前回比：+1.46pts）
| 候補者名   | 年齢 | 所属党派 | 新旧別 | 得票数   | 得票率 | 推薦・支持     |
| ---------- | ---- | -------- | ------ | -------- | ------ | -------------- |
| 鈴木恒夫   | 70   | 無所属   | 現     | 59,314票 | 57.38% |                |
| 水戸将史   | 57   | 無所属   | 新     | 25,102票 | 24.29% |                |
| 加藤なを子 | 61   | 無所属   | 新     | 18,946票 | 18.33% | 日本共産党推薦 |

### 2024年藤沢市長選挙
元県議の国松誠ら2候補を破り4選。
※当日有権者数：366,658人 最終投票率：34.69%（前回比：5.42pts）
| 候補者名 | 年齢 | 所属党派 | 新旧別 | 得票数   | 得票率 | 推薦・支持 |
| -------- | ---- | -------- | ------ | -------- | ------ | ---------- |
| 鈴木恒夫 | 74   | 無所属   | 現     | 59,941票 | 47.95% |            |
| 国松誠   | 62   | 無所属   | 新     | 38,261票 | 30.60% |            |
| 相原倫子 | 63   | 無所属   | 新     | 26,802票 | 21.44% |            |

。

## 市政
- 2020年（令和2年）5月13日、新型コロナウイルス対策の財源に充てるため、自身の6月から9月までの月額給与を20％削減すると発表した。宮治正志、和田章義両副市長は10％、教育長は5％、それぞれ同期間削減する。同年5月20日に開かれた市議会臨時会で、6月から2021年（令和3年）3月まで議員報酬や期末手当を削減することで市議と合意した。議長は3万円、副議長は2万5千円、議員は2万円減額する。また政務活動費も同期間月額一人当たり8万円から5万円に削減する[12]。
- 2020年（令和2年）7月28日、LGBTなど性的少数者のカップルが婚姻に相当する関係にあると認める「パートナーシップ宣誓制度」の素案を公表した[13]。同制度は2021年（令和3年）4月1日に導入された[14]。